# Неподрессоренная масса

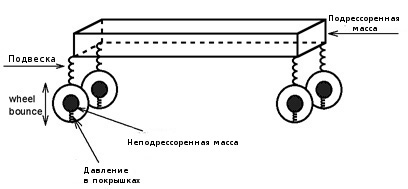

Неподрессо́ренная ма́сса — понятие, применимое к наземным средствам передвижения, имеющим подвеску, которое обозначает массу, включающую массу колёс и остальных частей конструкции (шин, элементов трансмиссии и тормозной системы, и т. п.), отделённых подвеской от рамы либо кузова (и отчасти массу самой подвески). Масса остальных элементов, удерживаемых подвеской над землёй, называется подрессоренной массой.
Соотношение подрессоренной и неподрессоренной массы имеет огромное значение, так как сила, с которой неподрессоренные компоненты воздействуют на автомобиль снизу вверх, должна компенсироваться весом подрессоренной массы. В противном случае автомобиль теряет сцепление с поверхностью дороги, что сказывается на его управляемости. Для преодоления данной проблемы устанавливают облегчённые диски и покрышки.
Кроме управляемости вес колёс влияет и на динамику автомобиля. Так, чем тяжелее колёса, тем больше энергии и времени потребуется чтобы изменить скорость их вращения. То же относится и к процессу торможения. Однако, вклад энергии вращения колёс в общую энергию движения автомобиля незначителен, и поэтому реально ощутить изменение в динамике разгона и торможения трудно. А диаметр колёс в первом приближении на динамику не влияет, но большие колёса обычно тяжелее и наблюдаемое влияние связано с массой.
Соотношение неподрессоренных и подрессоренных масс в автомобиле составляет в среднем 1:15, увеличивая это соотношение, можно добиться более высокой плавности хода автомобиля. Это соотношение можно изменить двумя способами: увеличив подрессоренную массу либо уменьшив неподрессоренную. Однако, если увеличивать подрессоренную массу, к примеру, загрузить по максимуму салон автомобиля, то разгонная динамика снизится. А вот уменьшив неподрессоренную массу, можно сохранить и даже улучшить динамику, добившись при этом высокой плавности хода. Добиться этого можно, например, снизив вес колёс.
При соотношении неподрессоренной и подрессоренной масс 1:15, снижение веса колёс на 1 килограмм, с точки зрения комфорта, эквивалентно увеличению массы в салоне автомобиля приблизительно на 15 кг. (нет источника)
На железнодорожном транспорте на неподрессоренную массу влияет конструкция тяговых электродвигателей. На старом подвижном составе применяется опорно-осевое подвешивание, при котором ТЭД (тяговый электродвигатель) опирается одновременно на колёсную пару и раму тележки. Из-за большой неподрессоренной массы усиливаются удары колесной пары о рельсы. Для решения этой проблемы существуют более совершенные способы подвешивания тяговых электродвигателей полностью к тележке, с более сложной передачей крутящего момента.